# The Trumpet Artistry of Chet Baker
The Trumpet Artistry of Chet Baker från 1955 är ett samlingsalbum med trumpetaren Chet Baker. Albumet innehåller dels spår utgivna 1954 på en 10 tums-LP (Chet Baker Sextet), dels tidigare outgivna inspelningar.

## Låtlista
1. I'm Glad There Is You (Jimmy Dorsey/Paul Mertz) – 3:10
2. Moon Love (Mack David/Mack Davis/André Kostelanetz) – 3:15
3. Moonlight Becomes You (Jimmy Van Heusen/Johnny Burke) – 3:24
4. Imagination (Jimmy Van Heusen/Johnny Burke) – 3:01
5. Little Man You've Had a Busy Day (Maurice Sigler/Al Hoffman/Mabel Wayne) – 4:44
6. Goodbye (Gordon Jenkins) – 3:50
7. All the Things You Are (Jerome Kern/Oscar Hammerstein) – 2:57
8. No Ties (Russ Freeman) – 3:01
9. Happy Little Sunbeam (Russ Freeman) – 2:45
10. Bea's Flat (Russ Freeman) – 2:58
11. Russ Job (Russ Freeman) – 2:54
12. Tommy Hawk (Russ Freeman) – 3:39

Inspelningsdata
29–30 juli 1953 i Los Angeles (spår 4)
3 oktober 1953 på Radio Recorders i Hollywood (spår 2, 7–10)
22 december 1953 i Capitol Studios, Hollywood (spår 3, 6)
10 augusti 1954 på Tiffany Club, Los Angeles (spår 11)
9 september 1954 i Radio Annex, Los Angeles (spår 12)
15 september 1954 i Radio Annex, Los Angeles (spår 1, 5)

## Medverkande
- Chet Baker – trumpet
- Bob Brookmeyer – trombon (spår 1, 5, 12)
- Bud Shank – barytonsax (spår 1, 5, 12)
- Herb Geller – altsax, tenorsax (spår 3, 6)
- Jack Montrose – tenorsax (spår 3, 6)
- Bob Gordon – barytonsax (spår 3, 6)
- Russ Freeman – piano
- Carson Smith – bas (spår 1, 2, 4, 5, 7–12)
- Joe Mondragon – bas (spår 3, 6)
- Shelly Manne – trummor (spår 1, 3, 5, 6, 12)
- Larry Bunker – trummor (spår 2, 4, 7–10)
- Bob Neel – trummor (spår 11)